# Rakovice (Slovacchia)
Rakovice (in ungherese Rákfalu) è un comune della Slovacchia facente parte del distretto di Piešťany, nella regione di Trnava.